# درخت کائوچو (سرده)
درخت کائوچو (نام علمی: Hevea) نام یک سرده از تیره فرفیونیان است.